# Écureuil-antilope de San Joaquin
Ammospermophilus nelsoni
Espèce
Statut de conservation UICN

 EN B1ab(iii) : En danger
L'écureuil-antilope de San Joaquin (Ammospermophilus nelsoni) est une espèce de mammifères rongeurs de la famille des Sciuridae, endémique de la vallée de San Joaquin, dans l'état de Californie aux États-Unis.